# 控制台 (macOS)
系統監視程式（Console）是OS X自带的一个日志查看器.
系統監視程式让用户可以检查，清理和删除日志和记录，发生事故的应用程序。这样用户能查明一些引起问题的原因，有时甚至能解决这些问题。
用户也可以查看全部或最后部分记录，并设置其大小。